# Egbontenes
Les Egbontenes (arabe : غبنتن), aussi appelés Ghbonten dans le lexique arabe tunisien, est l'une des tribus berbères du sud-est de la Tunisie.

## Patrimoine culturel
Les Egbontenes présentent un patrimoine culturel et artistique réputé, illustré principalement par le groupe Abid Ghbonten qui anime notamment les cérémonies de mariages de la région avec ses chansons et poèmes traditionnels.
Le documentaire Abid Ghbonten du réalisateur Ramzi Béjaoui, sorti en 2012, présente les habitants du village d’El Gobsa et illustre la lutte de cette communauté opprimée malgré sa contribution à l’indépendance du pays.